# Raúl Riancho
Raúl Ruiz González-Riancho (Ontaneda, 13 febbraio 1960) è un allenatore di calcio spagnolo.

## Carriera
Ha iniziato la carriera come preparatore atletico del Gimnástica de Torrelavega, oltre a ricoprire il ruolo di vice dell'allenatore Manuel Preciado Rebolledo. Ha poi lavorato per Racing de Santander, Levante e Rubin Kazan.
Nel febbraio 2014 si accasò alle Dinamo Kiev, dove ricoprì il ruolo di preparatore atletico e vice dell'allenatore Sergej Rebrov. Vi rimase sino al 30 giugno 2016.
Il 15 luglio 2016 fu nominato vice-allenatore della nazionale ucraina, per la quale ha collaborato con il CT Andrij Ševčenko.
Il 22 ottobre 2018 fu nominato nuovo allenatore dello Spartak Mosca in sostituzione dell'esonerato Massimo Carrera. La sua gestione durò solo una ventina di giorni, in cui la squadra ottenne due vittorie (di cui una in Europa League), due pareggi e due sconfitte. Il 12 novembre 2018 lo spagnolo fu esonerato e sostituito con Oleg Kononov.